# Drôlerie
A drôlerie a középkori képzőművészet jellegzetes alkotásainak gyűjtőneve: szatirikus figurális ábrázolások, emberek, állatok, mesealakok illetve ezekkel kapcsolatos szatirikus jelenetek, esetenként növényi díszítőelemek között.
Előfordul gótikus kéziratokban (kódexek széldíszeiként), templomi misericordiák díszítőelemeként és szobrokon is. Ilyen szobrok megjelentek az építészetben is, pl. templomok homlokzatán. A késő középkori vízköpőfigurák drolerie-ként is értelmezhetők.

## A szó eredete
- Francia szó, amely bohóckodást, mulatságos viselkedést jelent. (Az angol drollery szónak is ez a jelentése.)

## Képgaléria

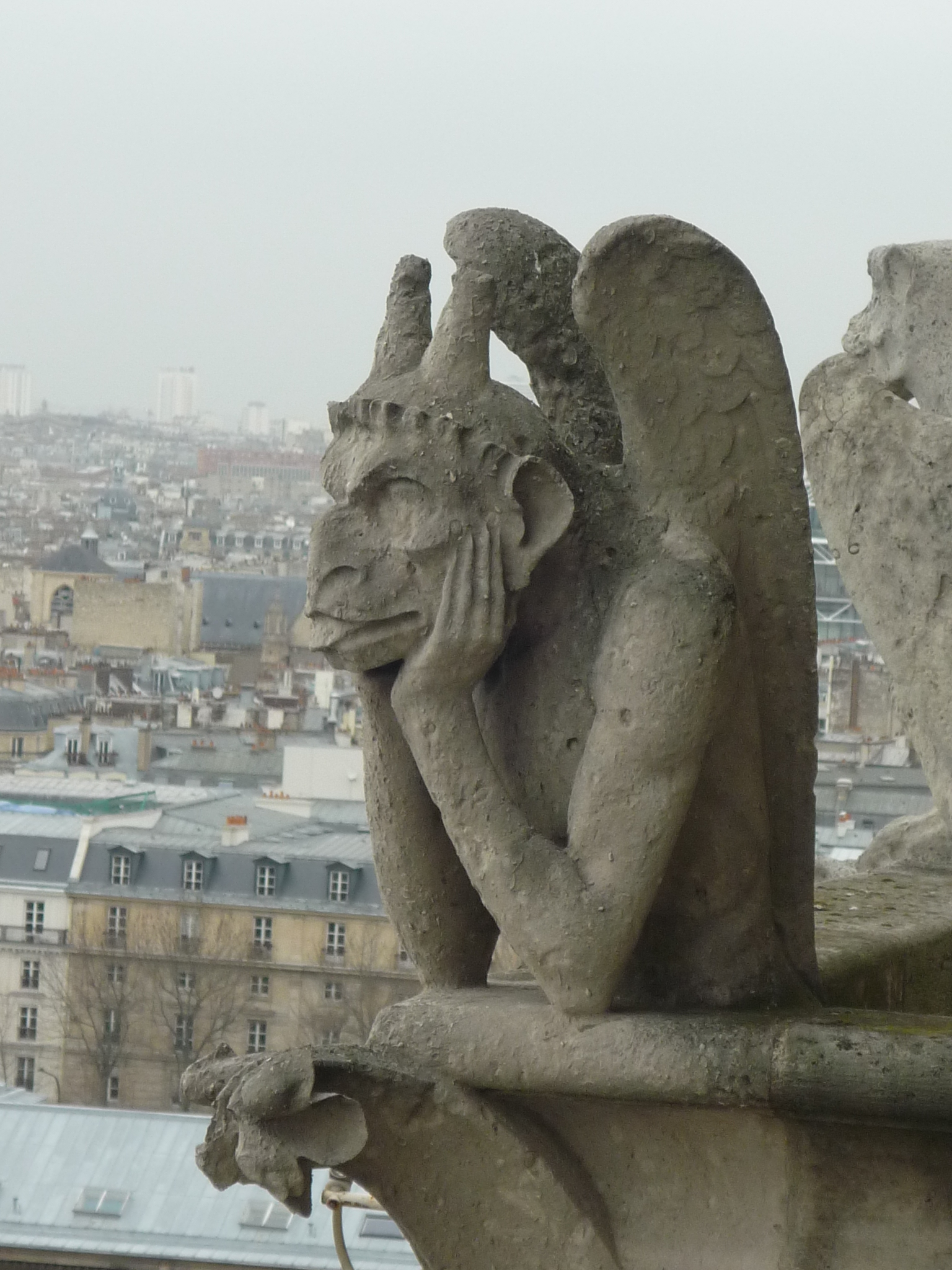
Drôlerie a párizsi Notre-Dame-on
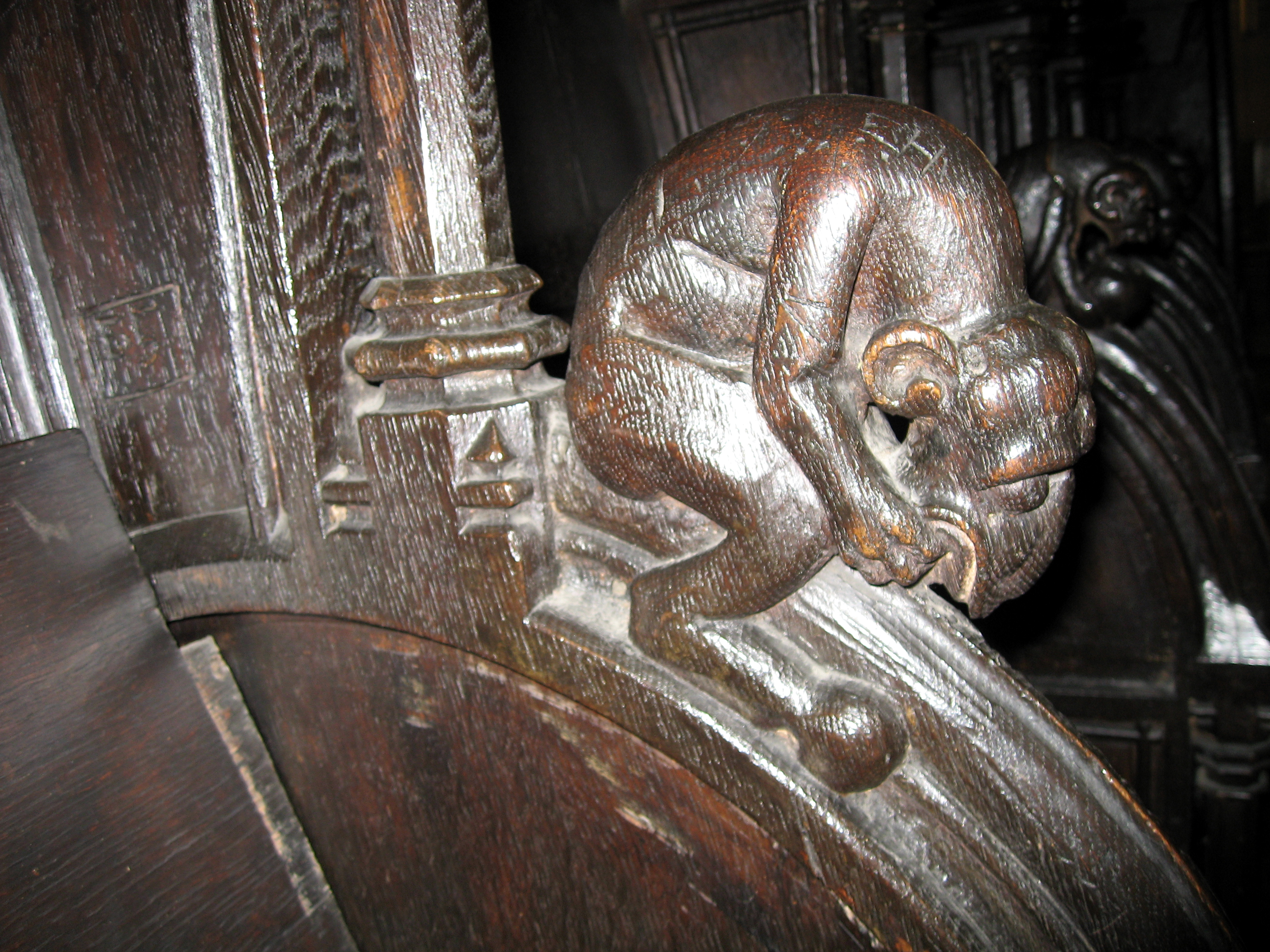
Dortmund, Marienkirche
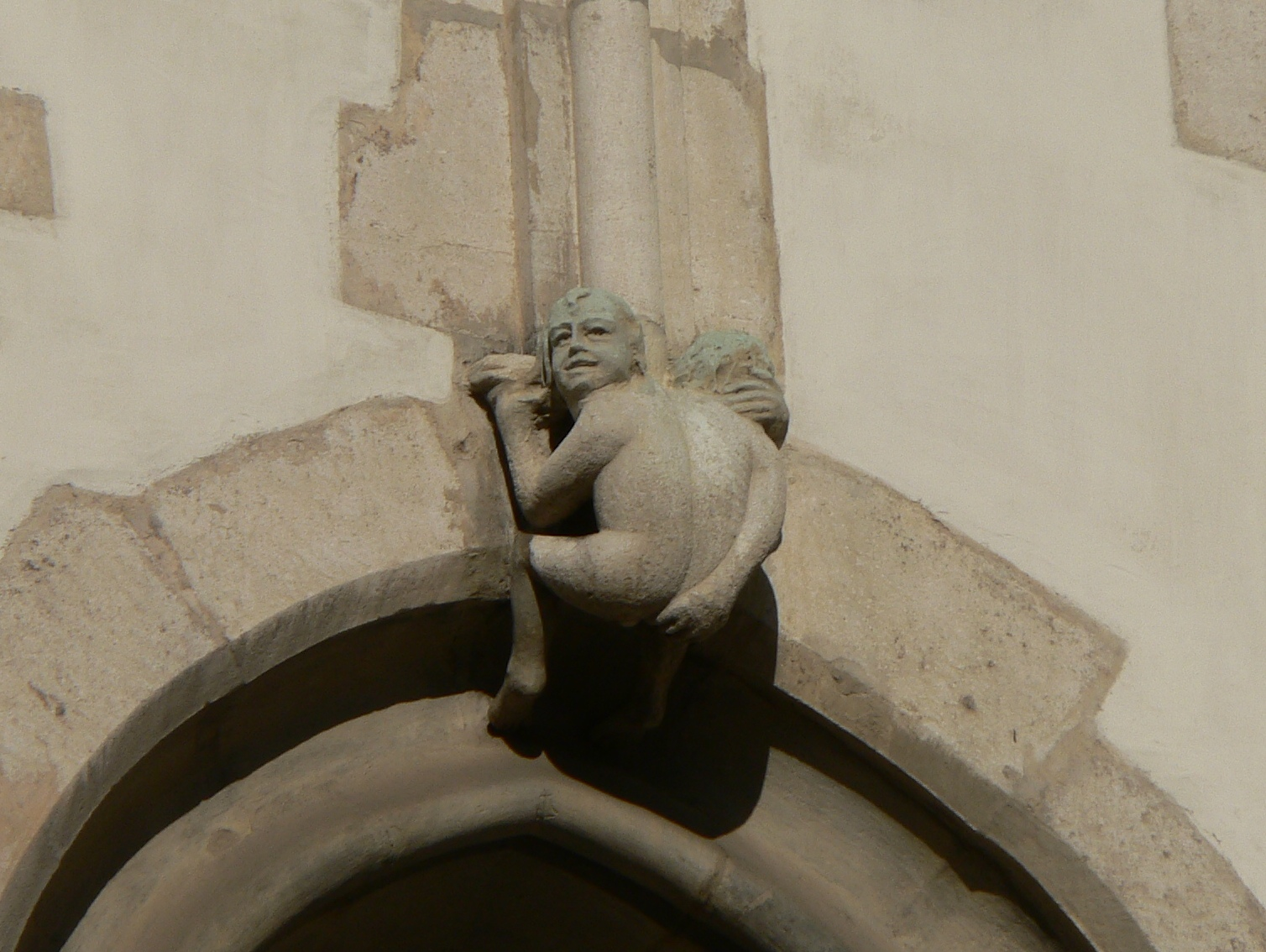
Brno, Szent Jakab templom
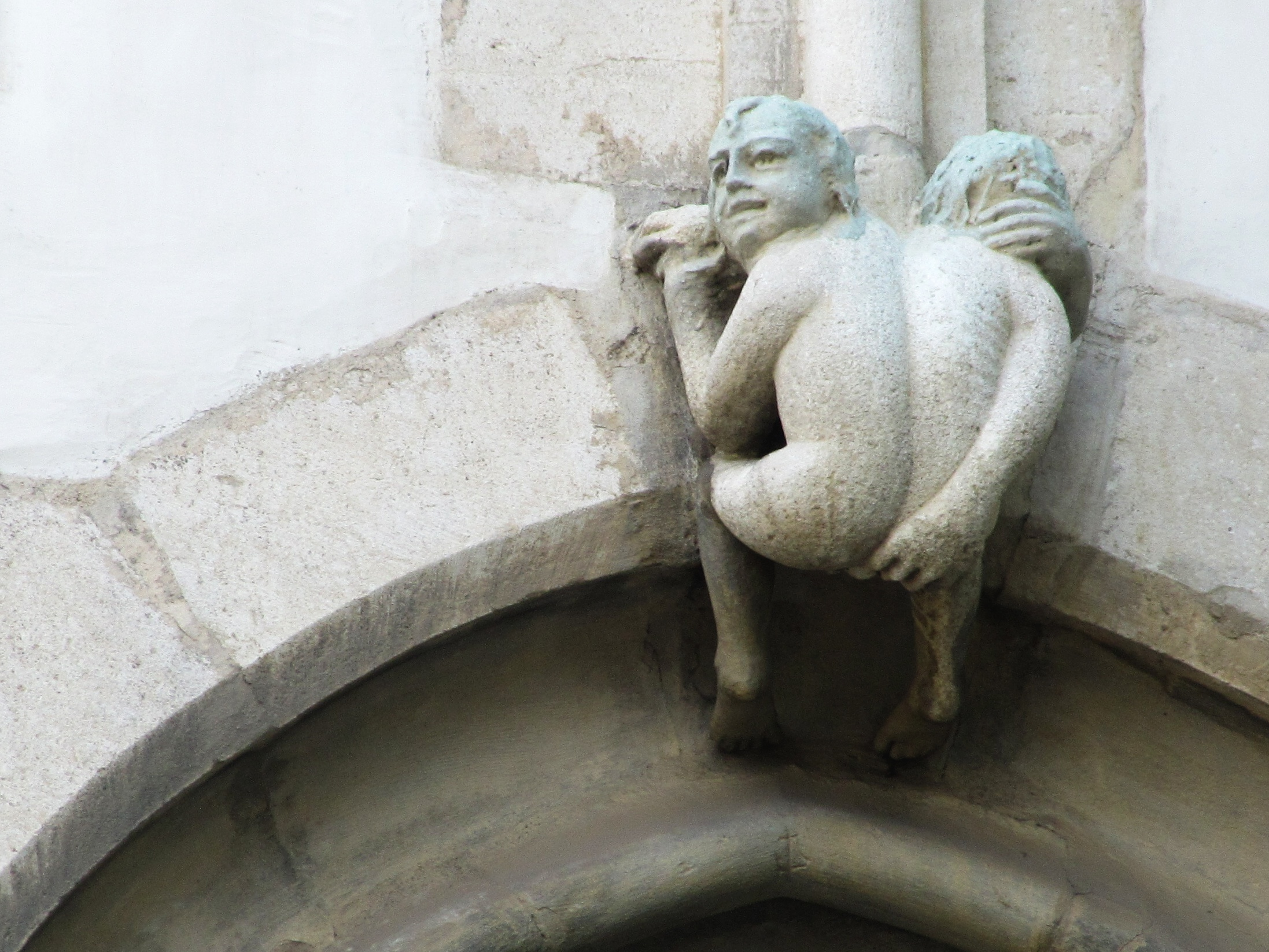
A Nehaňba nevű drôlerie a brünni Szent Jakab templom déli homlokzatáról
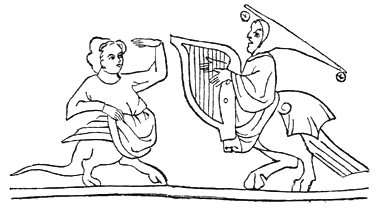
Drolerie egy Bibliából (Stuttgart, 1885 körül, szerzője ismeretlen)
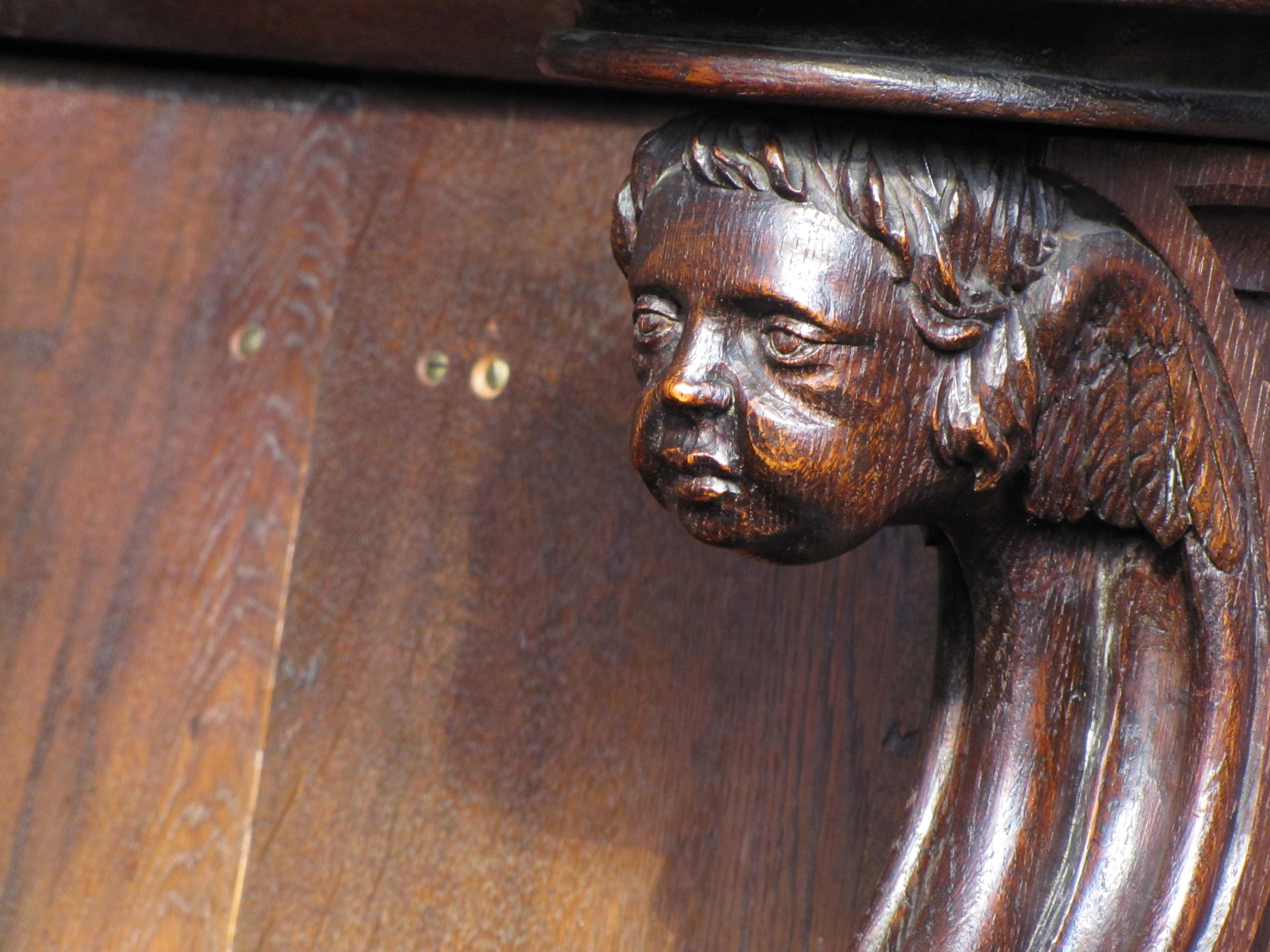
Sélestat, a gótikus Szent György-templomról
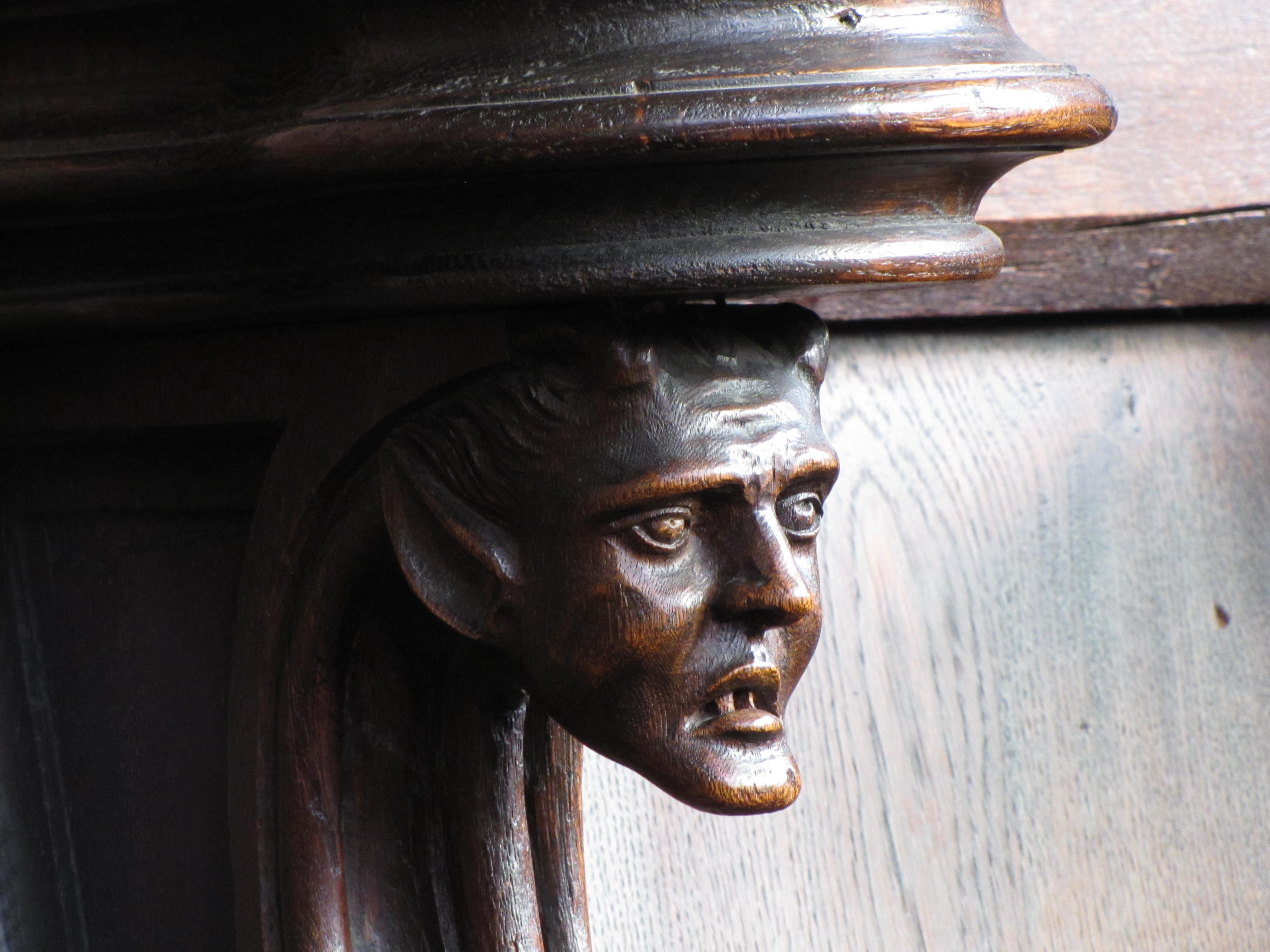
Séléstat, Szent György-templom
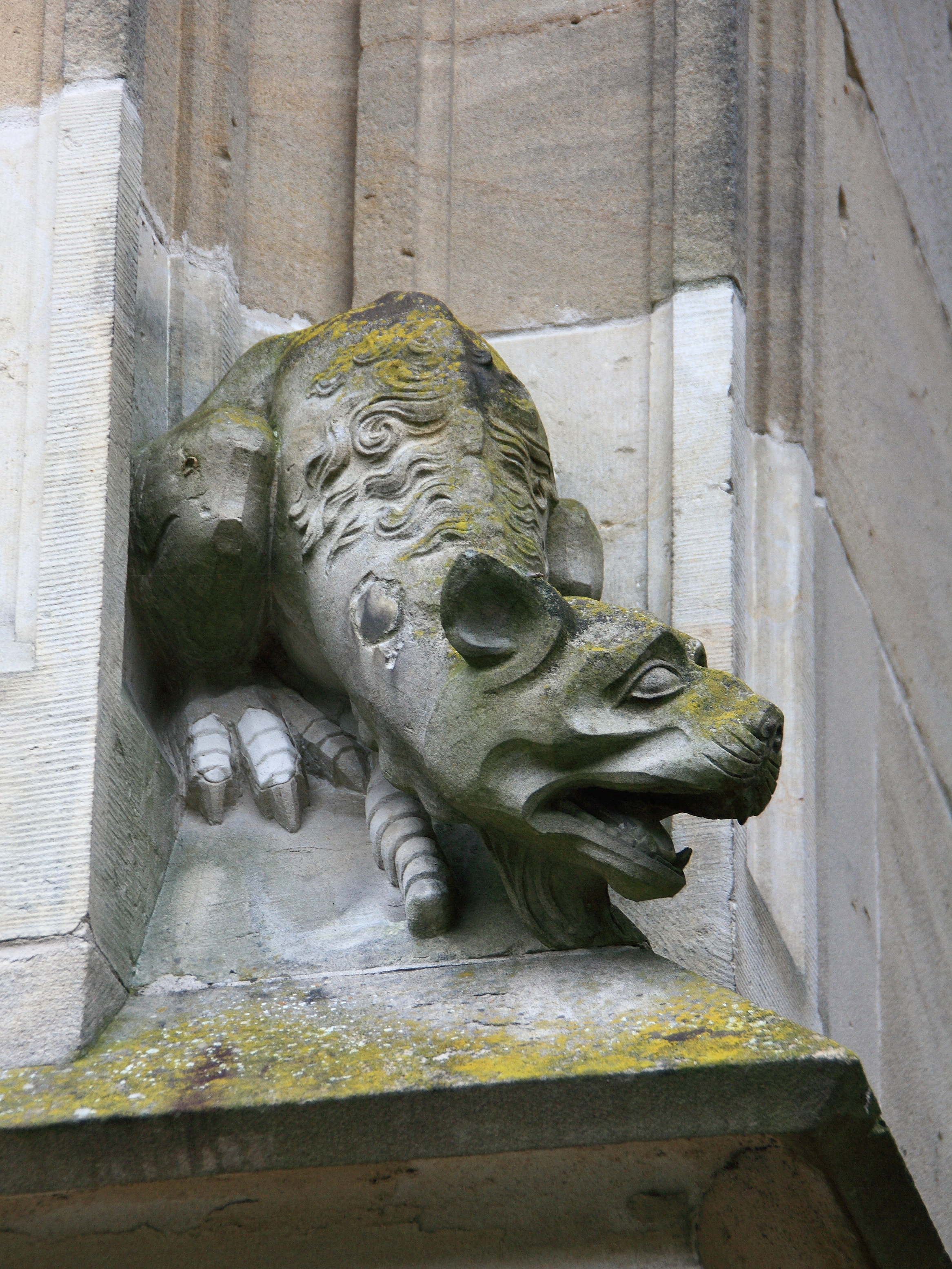
Bergkirche, Laudenbach - részlet a homlokzatról
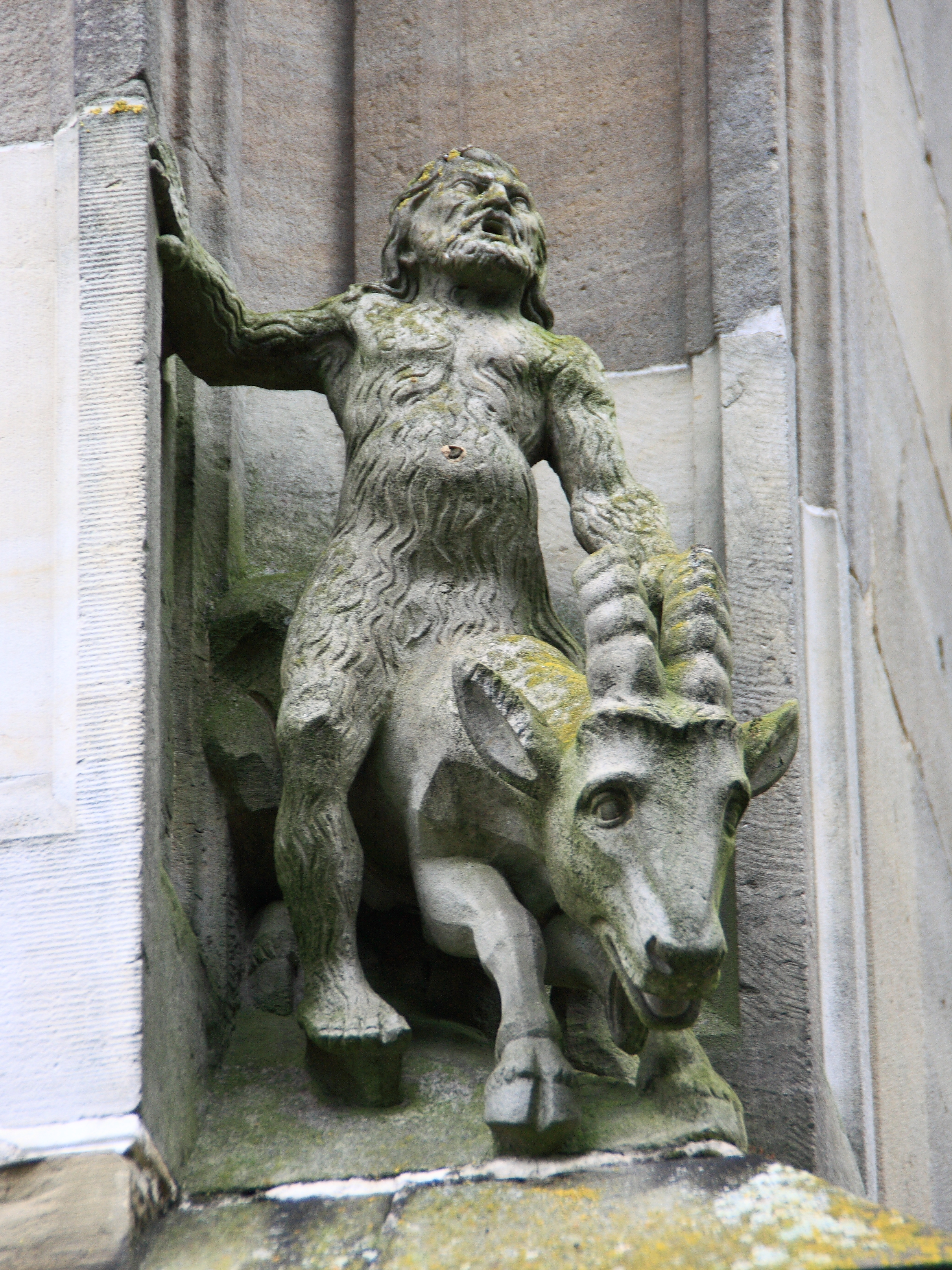
Bergkirche, Laudenbach - részlet a homlokzatról
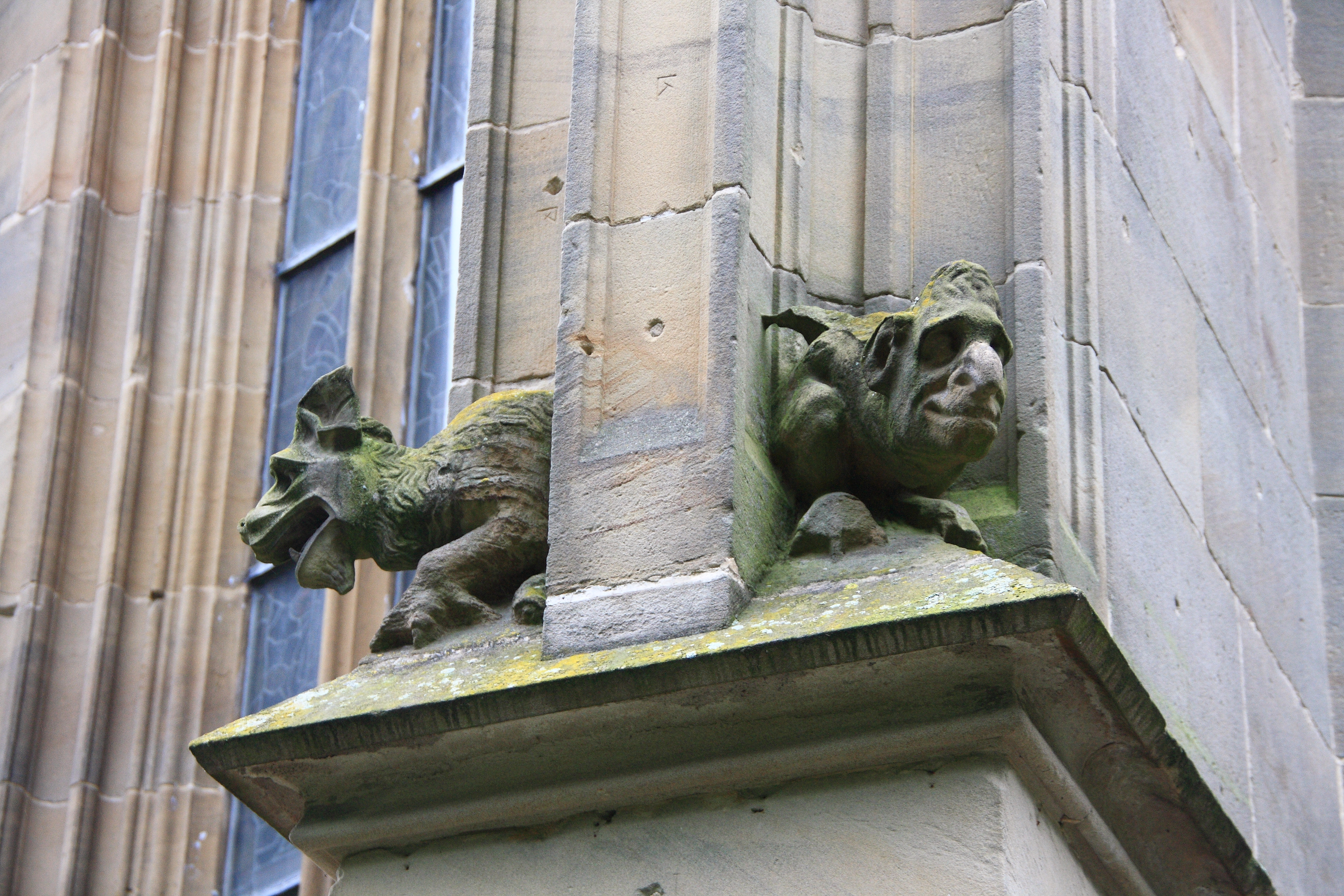
BBrgkirche, Laudenbach - részlet a homlokzatról
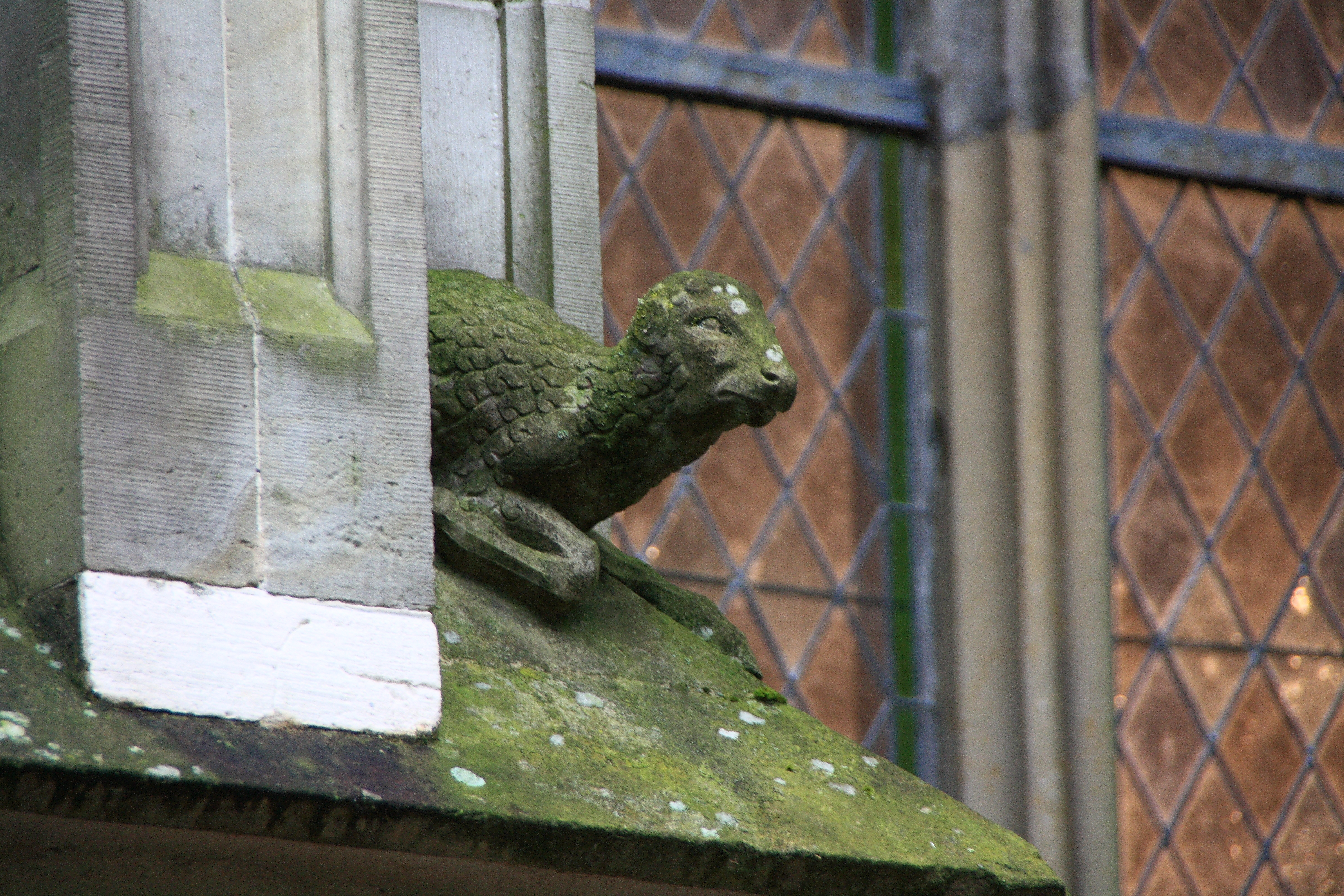
Bergkirche, Laudenbach - részlet a homlokzatról
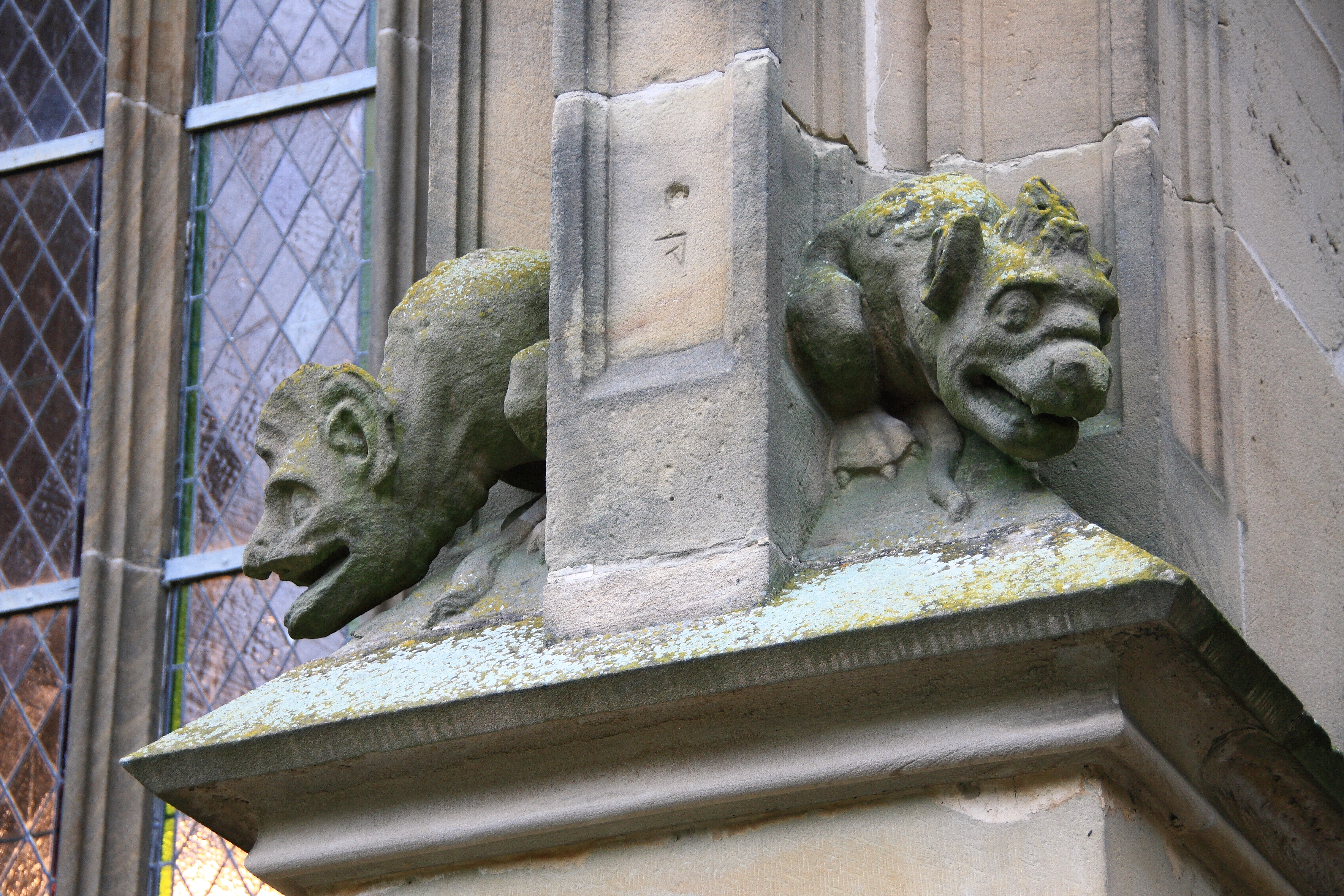
Bergkirche, Laudenbach - részlet a homlokzatról
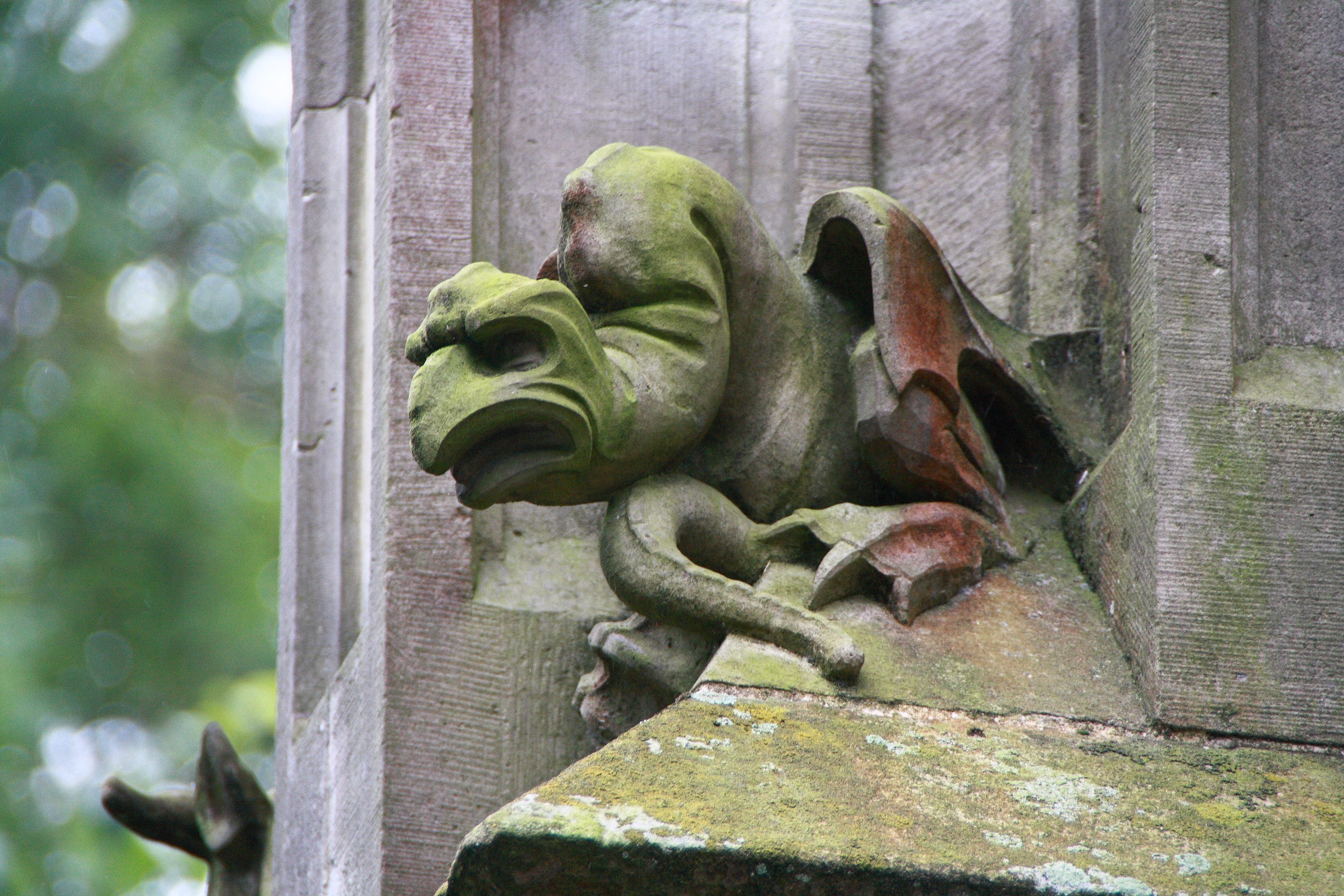
Bergkirche, Laudenbach - részlet a homlokzatról
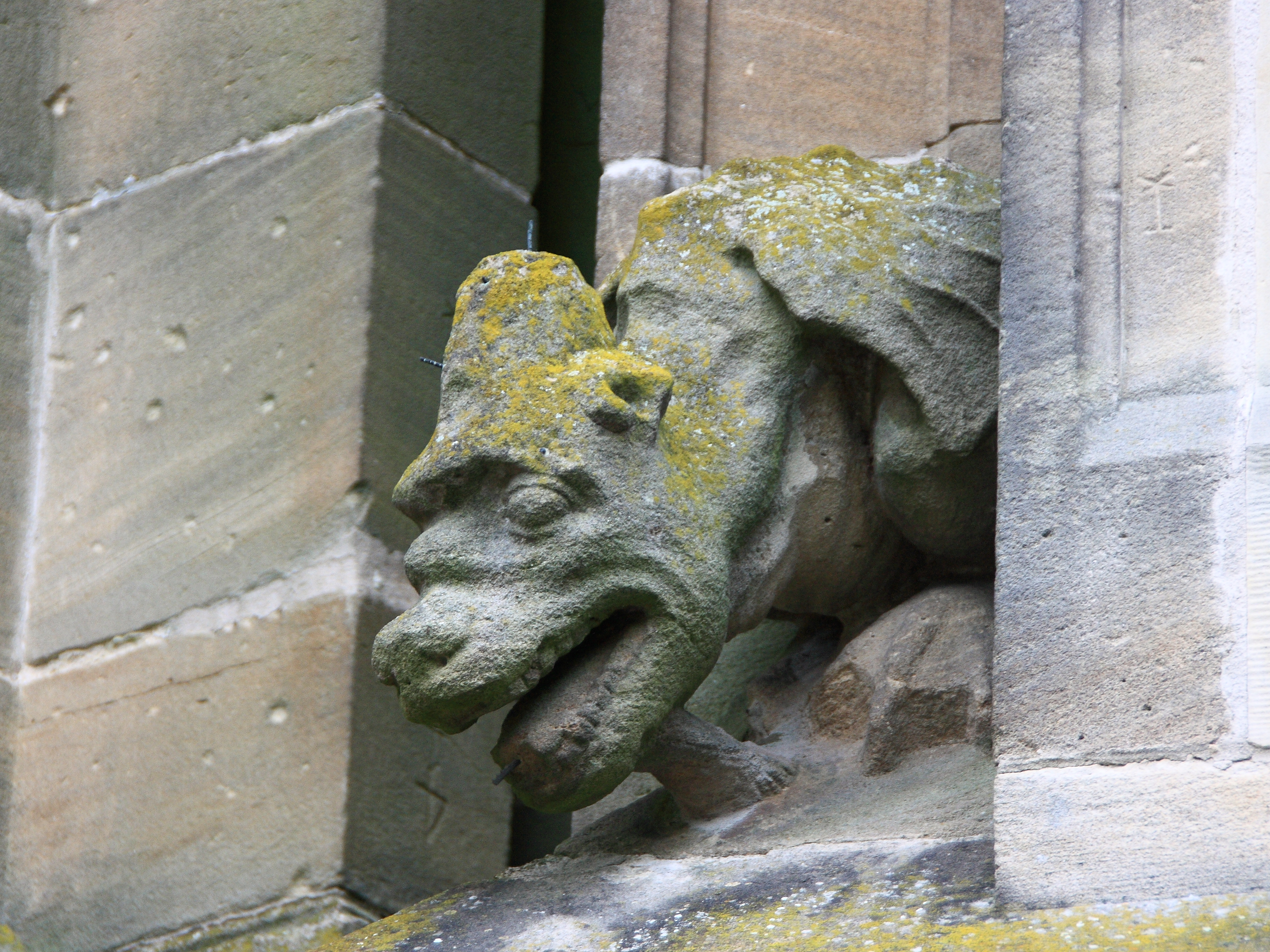
Bergkirche, Laudenbach - részlet a homlokzatról